# Subprefeitura da Vila Prudente
A Subprefeitura da Vila Prudente é uma das 32 subprefeituras da cidade de São Paulo, sendo regida pela Lei nº 13.999 de 1º de agosto de 2002.
É composta por dois distritos: Vila Prudente e São Lucas, que somados representam uma área de 33,3 km², e habitada por mais de 232 mil pessoas.
Tramita na Câmara Municipal de São Paulo o Projeto de Lei 571/2005 de autoria do político Chico Macena que pretende alterar a denominação desta unidade para "Subprefeitura de Vila Prudente/São Lucas".
Em 24 de janeiro de 2015, Sapopemba ganha sua própria subprefeitura, não fazendo mais parte da administração da Subprefeitura de Vila Prudente. A Subprefeitura de Sapopemba foi criada pela lei 15.764, sancionada pelo então prefeito Fernando Haddad em maio de 2013. A nova subprefeitura estava prevista no Plano de Metas 2013-2016.

## Subprefeitos
- Nelson Evangelista - de 2005 a 2006
- Felipe Sartori Sigollo - de 2007 a 2008
- Wilson Pedroso - de 2009 a 2011
- Roberto Alves dos Santos - 2012
- Marcello Rinaldi - de julho/2014 a 2016
- Jorge Farid Boulos - julho de 2017
- Guilherme Brito - agosto de 2017 a dezembro de 2018
- José Antonio Varela Queija - 2019
- Caio Luz - 2020
- Elisete Aparecida Mesquita - 2021 - presente

## Galeria

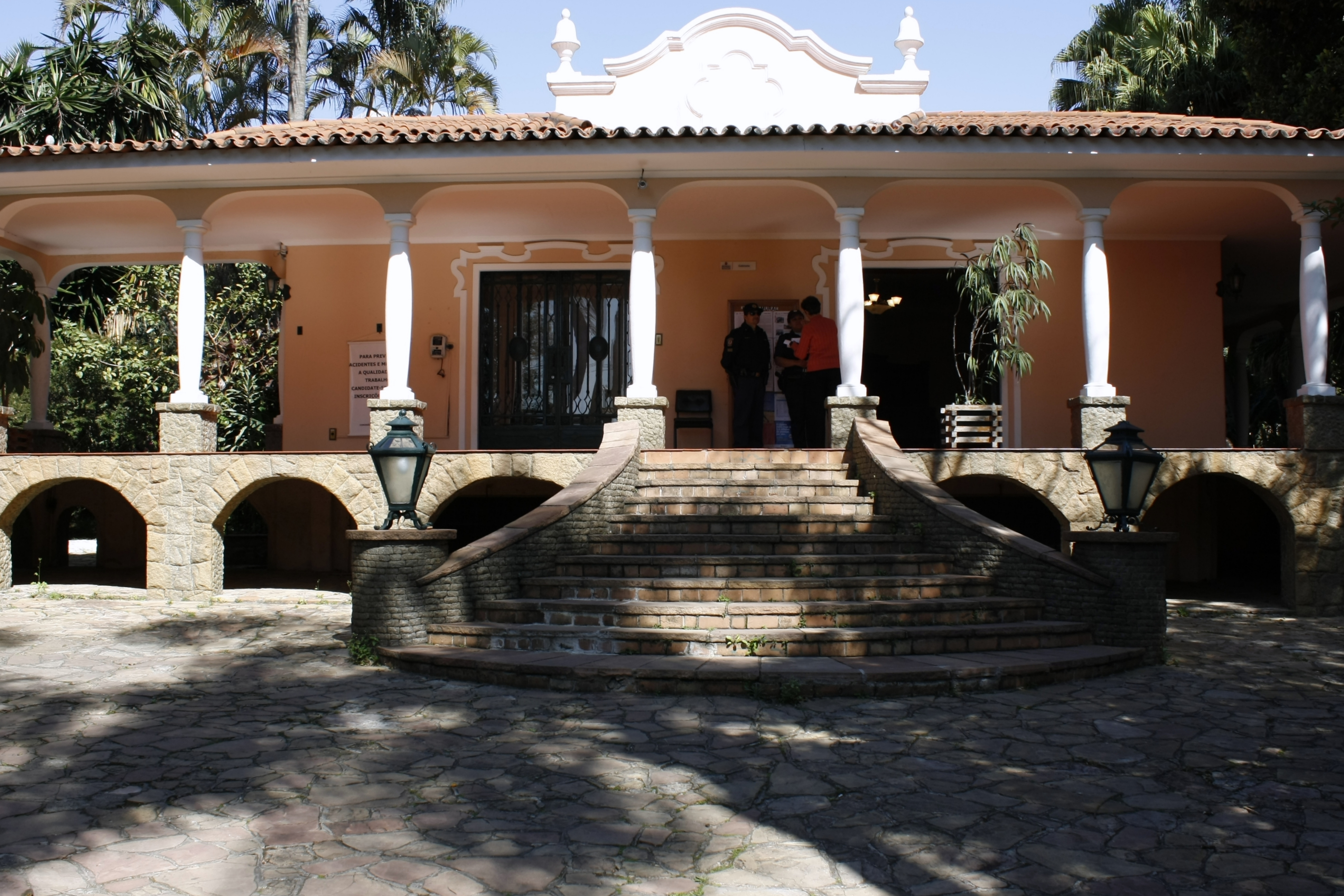
Fachada interna da Subprefeitura de Vila Prudente.